# رایشتت
رایشتت (به فرانسوی: Reichstett) یک کمون در فرانسه با جمعیت ۴٬۶۰۳ نفر است که در Canton of Mundolsheim واقع شده‌است.